# Tom Lahaye-Goffart
Tom Lahaye-Goffart (Luik, 4 april 1996) is een Belgisch biatleet.

## Carrière
Lahaye-Goffart maakte zijn debuut in de wereldbeker in 2014/15 waar hij geen punten wist te scoren. Hij nam pas in 2019/20 opnieuw deel en opnieuw zonder veel succes. Ook in 2020/21 en 2021/22 wist hij geen punten en dus ranking te scoren.
Hij nam in 2015 voor het eerst deel aan de wereldkampioenschappen waar hij 123e werd individueel en 119e op de sprint. In 2016 nam hij enkel deel aan de estafette met de Belgische ploeg en een 24e plaats als resultaat. Het zou duren tot in 2019 voor hij opnieuw deel nam en 23e werd met de Belgische ploeg en 28e in het nieuwe element Single gemengde estafette. In 2020 nam hij opnieuw deel aan het individuele nummer met een 93e plaats en een 92e plaats in de sprint. Op de wereldkampioenschappen van 2021 werd hij individueel 97e en 94e in de sprint, met de Belgische ploeg werd hij 23e.
Hij nam in 2022 deel aan de Olympische Winterspelen waar hij een 90e plaats haalde individueel en 91e werd in de sprint. Met de Belgische ploeg nam hij deel aan de estafette en behaalde een 20e plaats.

## Resultaten

### Olympische Winterspelen
| Jaar | Plaats | Onderdeel   | Onderdeel | Onderdeel     | Onderdeel  | Onderdeel | Onderdeel          |
| Jaar | Plaats | Individueel | Sprint    | Achtervolging | Massastart | Estafette | Gemengde estafette |
| ---- | ------ | ----------- | --------- | ------------- | ---------- | --------- | ------------------ |
| 2022 | Peking | 90e         | 91e       | –             | –          | 20e       | –                  |

### Wereldkampioenschappen
| Jaar | Plaats      | Onderdeel   | Onderdeel | Onderdeel     | Onderdeel  | Onderdeel | Onderdeel          | Onderdeel                 |
| Jaar | Plaats      | Individueel | Sprint    | Achtervolging | Massastart | Estafette | Gemengde estafette | Single gemengde estafette |
| ---- | ----------- | ----------- | --------- | ------------- | ---------- | --------- | ------------------ | ------------------------- |
| 2015 | Kontiolahti | 123e        | 119e      | –             | –          | –         | –                  |                           |
| 2016 | Oslo        | –           | –         | –             | –          | 24e       | –                  |                           |
| 2019 | Östersund   | –           | –         | –             | –          | 23e       | –                  | 28e                       |
| 2020 | Antholz     | 93e         | 92e       | –             | –          | 19e       | 25e                | –                         |
| 2021 | Pokljuka    | 97e         | 94e       | –             | –          | 23e       | –                  | –                         |

### Wereldbeker
Eindklasseringen
| Seizoen   | Algemeen | Individueel | Sprint | Achtervolging | Massastart |
| --------- | -------- | ----------- | ------ | ------------- | ---------- |
| 2014/2015 | –        | –           | –      | –             | –          |
| 2019/2020 | –        | –           | –      | –             | –          |
| 2020/2021 | –        | –           | –      | –             | –          |
| 2021/2022 | –        | –           | –      | –             | –          |